# Juditha molpe
Juditha molpe är en fjärilsart som beskrevs av Jacob Hübner 1806/19. Juditha molpe ingår i släktet Juditha och familjen Riodinidae. Inga underarter finns listade i Catalogue of Life.